# Braunohrspecht
Der Braunohrspecht (Pardipicus caroli) ist eine Vogelart aus der Familie der Spechte (Picidae). Diese kleine Spechtart besiedelt das westliche Zentralafrika und kleine Areale in Westafrika. Sie bewohnt in erster Linie den Tropischen Regenwald des Flachlandes, aber auch dichten Sekundärwald, mosaikartig zusammengesetzte Wald-, Busch- und Graslandschaften sowie seltener flussbegleitende Galeriewälder. Die in der gesamten Baumschicht gesuchte Nahrung besteht vorwiegend aus Ameisen sowie anderen Insekten und deren Larven.
Die Art ist wenig häufig bis lokal häufig. Der Bestand ist wahrscheinlich rückläufig, der Braunohrspecht wird von der IUCN aber noch als  (=least concern – nicht gefährdet) eingestuft.

## Beschreibung
Braunohrspechte sind kleine und insgesamt sehr dunkle Spechte mit recht langem und an der Basis schmalem Schnabel. Der Schnabelfirst ist nach unten gebogen. Die Körperlänge beträgt etwa 18 cm, das Gewicht 50–68 g, sie sind damit etwas kleiner und deutlich leichter als ein Buntspecht. Die Art zeigt bezüglich der Färbung einen nicht sehr auffallenden Geschlechtsdimorphismus.
Bei Männchen der Nominatform ist die Oberseite einschließlich Bürzel, Oberschwanzdecken  und Oberflügeldecken fast einfarbig grün. Der obere Rücken zeigt meist einen Bronzeton und ist gelegentlich undeutlich gelb gefleckt. Bürzel und Oberschwanzdecken sind häufig weiß gefleckt.
Die Schwingen sind braun mit grünen Säumen und hell gebändert. Auf den Basen der Innenfahnen sind die hellen Binden breit und verschmelzen häufig zu einem hellen Feld. Die Schwanzoberseite ist schwärzlich mit grünen Säumen, die äußeren Steuerfedern sind grünlich gebändert oder gefleckt. Die gesamte Unterseite des Rumpfes ist auf olivfarbenem bis düster grünem Grund kräftig beige-weißlich gefleckt, zum Schwanz hin wird die Fleckung eher bindenartig. Die Unterflügel sind gelblich weiß, der Unterschwanz ist gelblich schwarz.
Stirn, Ober- und Hinterkopf sind oliv bis schwärzlich oliv; die Federn auf dem hinteren Oberkopf haben kurze rote Spitzen, die Federn des Hinterkopfes breite rote Spitzen. Die Ohrdecken sind braun. Ein schmaler beiger und oliv gestrichelter Überaugenstreif beginnt am hinteren Augenrand und zieht sich nach hinten um die Ohrdecken. Halsseiten und Nacken sind olivgrün mit heller Fleckung; Zügel, Kinn und Kehle sind auf olivem Grund weißlich beige gefleckt. Diese weißliche Färbung ist häufig durch Verschmutzung grün.
Der Oberschnabel ist grauschwarz, der Unterschnabel zeigt einen oliven oder grünlichen Ton. Beine und Zehen sind gräulich bis olivgelb. Die Iris ist rötlich bis braun, der Augenring gräulich bis oliv.
Beim Weibchen fehlen nur die roten Kopfpartien; diese Bereiche sind wie der übrige Kopf oliv bis schwärzlich oliv.

## Lautäußerungen
Der häufigste Ruf ist ein undeutliches „kwaa-kwaa-kwaa“, weitere Rufe sind bisher offenbar nicht bekannt.

## Systematik
Winkler et al. erkennen zwei recht gut differenzierte Unterarten an:
- Pardipicus caroli caroli (Malherbe, 1852)[2] – Größter Teil des Verbreitungsgebietes. Die Unterart ist oben beschrieben.
- Pardipicus caroli arizelus (Oberholser, 1899)[3] – Guinea-Bissau sowie Sierra Leone bis zur Elfenbeinküste. Oberseite weniger bronzegelb als bei Nominatform und mehr dunkeloliv. Unterseite weniger stark gefleckt, je Feder sind drei Flecke vorhanden, bei der Nominatform fünf.

Campothera caroli budongoensis Van Someren, 1921 wird heute als Synonym zur Nominatform betrachtet.

## Verbreitung und Lebensraum
Das offenbar disjunkte Verbreitungsgebiet des Braunohrspechts umfasst mehrere kleine Areale in Westafrika und das westliche Zentralafrika. In Westafrika kommt die Art in Guinea-Bissau, von Sierra Leone bis zur Elfenbeinküste sowie in Benin und im Süden Nigerias vor. Das viel größere zentralafrikanische Areal reicht in West-Ost-Richtung von Kamerun bis in den Südwesten des Sudan, Uganda und in den Westen Kenias. Nach Süden erstreckt sich die Verbreitung bis in den Nordwesten Angolas, den mittleren Süden von Zaire, Nordwest-Sambia, den Westen Burundis, Ruanda und Nordwest-Tansania.  Möglicherweise ist die Art noch weiter verbreitet. Die Größe des Gesamtverbreitungsgebietes wird auf 3,39 Mio. km² geschätzt.
Die Art bewohnt in erster Linie den Tropischen Regenwald des Flachlandes, aber auch dichten Sekundärwald, mosaikartig zusammengesetzte Wald-, Busch- und Graslandschaften sowie seltener flussbegleitende Galeriewälder. Die Tiere bleiben unter 1800 m Höhe.

## Lebensweise
Braunohrspechte sind scheu und wenig auffällig, sie werden daher häufig übersehen. Sie schließen sich gelegentlich gemischten Vogeltrupps an. Die in der gesamten Baumschicht gesuchte Nahrung besteht vorwiegend aus Ameisen sowie anderen Insekten und deren Larven. Nahrungsobjekte werden durch Hämmern, Sondieren und Ablesen erlangt.
Die Art brütet zwischen August und Februar, die Höhlen werden in Bäumen angelegt. Die Gelege umfassen zwei bis drei Eier, weitere Angaben zur Brutbiologie liegen bisher nicht vor.

## Bestand und Gefährdung
Angaben zur Größe des Weltbestandes sind nicht verfügbar. Die Art ist wenig häufig bis lokal häufig. Aufgrund der anhaltenden Zerstörung der primären Regenwälder ist der Bestand wahrscheinlich rückläufig, der Braunohrspecht wird von der IUCN aber noch als ungefährdet („least concern“) eingestuft.